# فیشر ۲۱۴۵۱
سیارک ۲۱۴۵۱ (به انگلیسی: 21451 Fisher، نامگذاری:1998HS23) بیست و یک هزار و چهارصد و پنجاه و یکمین سیارک کشف شده‌است که در ۲۸ آوریل ۱۹۹۸ کشف شد.
قدر مطلق سیارک برابر ۱۵٫۴۰ است.